# Dalecarlia
Dalecarlia (en sueco: Dalarna, que significa «los valles») es una provincia histórica (en sueco: landskap, según la división política tradicional) al noroeste de la región de Sueonia, de la que era integrante. Situada al centro de Suecia, Dalecarlia limita con las provincias históricas de Jemtia, Gävleborg, Vestmania, Örebro y Vermelandia en Suecia, así como Hedmark en Noruega.
Aunque las provincias históricas no suelen tener entidad administrativa, en el caso de Dalarna coincide casi íntegramente con la actual provincia de Dalarna, salvo por una pequeña porción del noreste que actualmente se incluye en Hamra, en la Provincia de Gävleborg.

## Ciudades
Dalecarlia estaba históricamente dividida en ciudades y distritos. Las poblaciones que tenían el estatus de ciudad, con fecha en la que la adquirieron, son:
- Avesta (1641 - 1686, renovada en 1919)
- Borlänge (1944, como Borlængio en 1390)
- Falun (1641)
- Hedemora (aproximadamente 1400)
- Ludvika (1919)
- Säter (1642)

Las ciudades desde 1971 se emplazaron en sus respectivos municipios o comunas (kommun).

## El símbolo nacional de Suecia

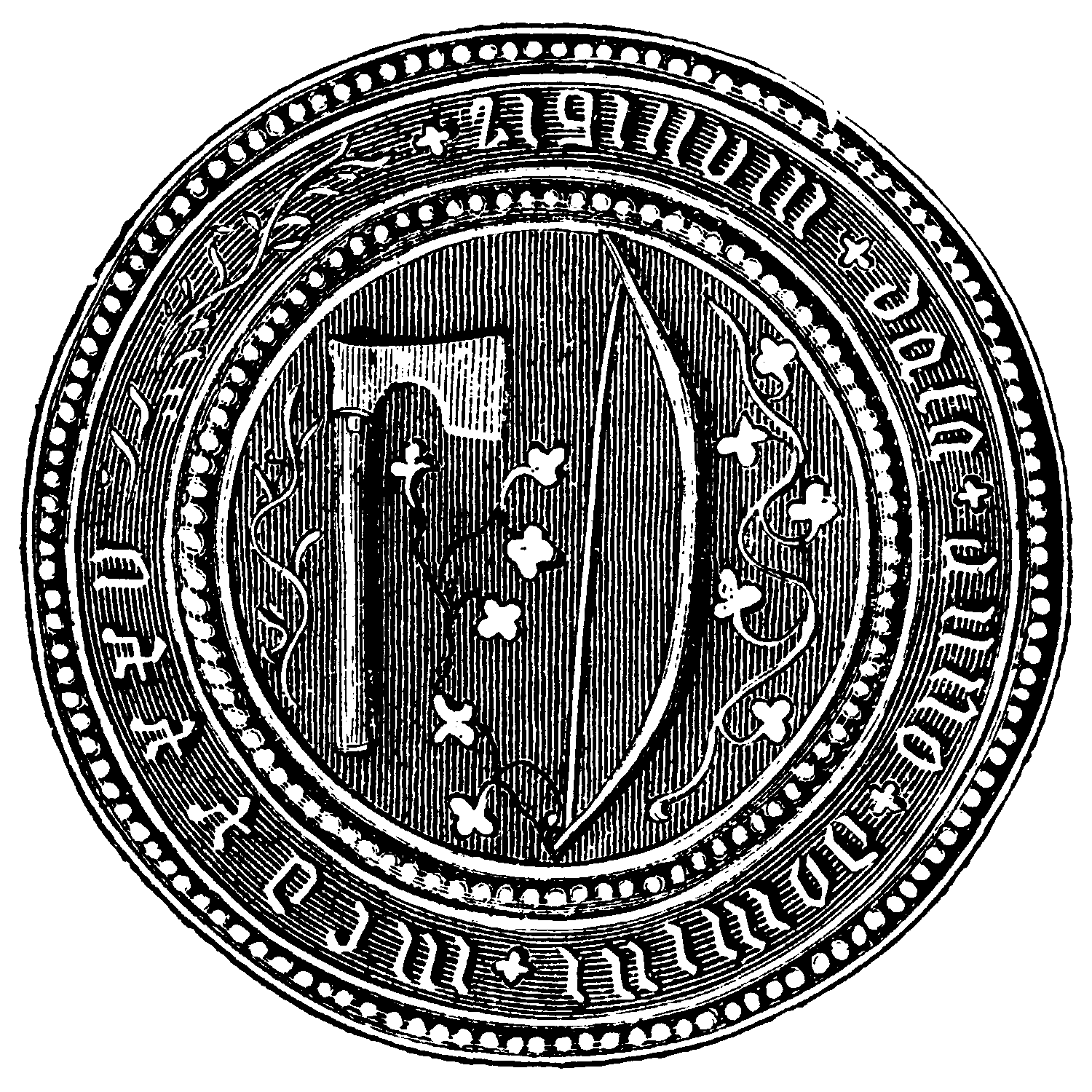
El más antiguo sigilo (sello) de Dalecarlia (1435).

La región de Dalecarlia es líder en Suecia en artesanías tradicionales y la cuna del símbolo sueco por excelencia: el Caballo de Dalecarlia, pintado con la típica técnica Kurbitz de una colorida ornamentación floral.
Es un estilo que presentan muchas de las artesanías folclóricas características de la región, incluyendo productos de madera, hierro, textiles, cerámica, orfebrería e incluso de cabellos, una técnica única que utiliza cabellos humanos tejidos.
Naturalmente, también encontrará este estilo propio de Dalecarlia en las típicas vestimentas regionales que aun se siguen usando en las diferentes festividades, especialmente en la fiesta de San Juan durante el solsticio de verano, tanto los jóvenes como las personas mayores de la región, en una extensión no vista en otras partes de Suecia.
Por toda la región de Dalecarlia hay numerosas tiendas y otros puntos de venta donde se pueden ver y comprar artesanías de calidad, por ejemplo la tienda de la Asociación de Artesanías Hogareñas de Leksand, en la ciudad del mismo nombre, la cual cuenta con buenos abastecimientos.
El museo de Dalecarlia en Falun y naturalmente el Museo Nórdico en Estocolmo son lugares obligados si se quiere tener una visión histórica del arte popular sueco. El pueblo Nusnäs es la cuna originaria del Caballito de Dalecarlia, con varias tiendas donde se puede comprar un típico caballo pintado a mano.